# 神山つなぐ公社
神山つなぐ公社（かみやまつなぐこうしゃ）は徳島県・神山町の地域公社。2016年4月設立。住まい、食、教育、仕事など、多様な分野に及ぶ神山町の地方創生「まちを将来世代につなぐプロジェクト」を推進する。

## 沿革
2015年に若手町職員と住民ら約30名からなるワーキンググループの協働を通じ、神山町の創生プランを策定。その結論として民間の社団法人を立ち上げることとなり、2016年4月に神山町とNPOグリーンバレーが一般社団法人神山つなぐ公社を設立した。創生プランは役場内に立ち上げられた課長級の戦略会議体と神山つなぐ公社との両輪で推進する。